# 周霞
周霞是達特茅斯學院計算機科學系副教授。她目前的研究重點是光。她是達特茅斯網路與泛在系統實驗室（DartNets）和達特茅斯現實與機器人實驗室（RLab）的共同負責人。她曾於2016年12月至2017年2月在臺灣大學擔任客座教師，2017年4月至2017年6月在劍橋大學擔任客座教師。

## 生平
周霞於2013年6月獲得加利福尼亞大學聖巴巴拉分校電腦科學博士學位，師從鄭海濤。

## 榮譽
- 國家自然科學基金CAREER獎（2016）[4]
- 阿爾弗雷德·P·斯隆研究獎學金（2017）[5]
- N2Women：網路與交流新星獎（2017）[6]
- 卡倫·E·韋特哈恩傑出創作與學術成就紀念獎（2018）[7]
- 蘇珊和吉布·邁爾斯1964年教員獎學金（2018）
- ACM SIGMOBILE搖滾明星獎（2019）[8]
- 總統科學家和工程師早期職業獎（2019）[9]

## 外部連結
- Home page of Xia Zhou （页面存档备份，存于）
- 由Google学术搜索索引的周霞出版物